# Gmina Nikołaewo
Nikołaewo (bułg. Община Николаево) – gmina w środkowej Bułgarii, w obwodzie Stara Zagora.
Przez gminę przepływa rzeka Tundża. Położenie geograficzne gminy jest bardzo dobre, gminę przecinają autostrady Sofia-Burgas (Autostrada A1) oraz Ruse - Swilengrad.

## Miejscowości
Miejscowości wchodzące w skład gminy Nikołaewo:
- Edrewo (bułg.: Едрево),
- Ełchowo (bułg.: Елхово),
- Nikołaewo (bułg.: Николаево) − siedziba gminy,
- Nowa machała (bułg.: Нова махала).